# Savonnerie le Sérail
La savonnerie le Sérail, est un fabricant de savon de Marseille situé au n° 50 du Boulevard Anatole-de-La-Forge, 13014 Marseille, dans le département des Bouches-du-Rhône, région Provence-Alpes-Côte d'Azur, en France.

## Historique
Le Sérail, fondée en 1949, est la plus jeune maison des savonniers artisanaux de Marseille. 
À la fin des années 1940, alors que la ville voit fermer ses savonneries multi-centenaires artisanales les unes après les autres en raison de l’utilisation nouvelle et massive de lessives industrielles, le jeune Vincent Boetto, de retour de déportation en Allemagne, fait le pari de créer sa savonnerie, afin de perpétuer le savoir-faire et la tradition du véritable savon de Marseille (à l'huile d'olive 72%).
Il racheta une ferme située à l’intérieur de la ville et y installa l’équipement traditionnel (chaudrons, découpe, etc.) récupéré chez des savonniers ayant fermé.
Depuis 2009, c'est son fils, Daniel, qui a repris la savonnerie et qui perpétue le savoir-faire laissé par son père, de la même manière et avec les mêmes outils. Le matériel utilisé est d’époque et y a été conservé ainsi que les différentes étapes nécessaires à la fabrication du savon traditionnel.
Le Sérail bénéficie du label « Entreprise du Patrimoine vivant » décerné par la Chambre de commerce et d'industrie Aix Marseille-Provence.

## Pages liées
- Entreprise du patrimoine vivant
- Rampal Latour
- Marius Fabre
- Savonnerie du Fer-à-cheval
- Savonnerie du Midi